# Västra Ekeby
Västra Ekeby (i dagligt tal Ekeby) är en by i Kung Karls socken i Kungsörs kommun sydost om Kungsör. Byn var ursprungligen ett säteri och omnämns tidigast i skrifter från 1400-talet.
Västra Ekeby utgör tillsammans med grannbyn Malmberga ett sammanhängande äldre kulturlandskap med åkrar, beteshagar, äldre bebyggelse och en mängd fornlämningar, de flesta från senare delen av järnåldern. Söder om byn ligger Ekeby skans, en försvarsborg från folkvandringstiden (400-600 e Kr).
Landskapstypen är ett så kallat mosaiklandskap där vägnätet följer topografin och hus och gårdar är placerade på höjderna längs med vägen. Vegetationen växlar mellan skog och mer öppen mark och många biologiskt rika miljöer finns. Småskaligheten gör spridningsavstånden korta och området kan betraktas som en ”hotspot” för biologisk mångfald.
I Västra Ekeby och Malmberga återfinns många av de för Kungsör så typiska beteshagarna, öppna marker med en stor andel äldre träd och en artrik ängsflora. Ett kontinuerligt restaurerings- och bevarandearbete görs för att beteshagarna och det övriga kulturlandskapet ska behålla sin särprägel och sina höga naturvärden.